# Horismenus hegelochus
Horismenus hegelochus är en stekelart som först beskrevs av Walker 1839.  Horismenus hegelochus ingår i släktet Horismenus och familjen finglanssteklar. Inga underarter finns listade i Catalogue of Life.